# Courtetain-et-Salans
Courtetain-et-Salans ist eine französische Gemeinde mit 91 Einwohnern (Stand: 1. Januar 2022) im Département Doubs in der Region Bourgogne-Franche-Comté.

## Geographie
Courtetain-et-Salans liegt auf 544 m über dem Meeresspiegel, zwölf Kilometer südsüdöstlich von Baume-les-Dames und etwa 30 Kilometer östlich der Stadt Besançon (Luftlinie). Die Doppelgemeinde erstreckt sich im Jura, im östlichen Teil des Beckens von Orsans, am Südfuß des Grand Bois.
Die Fläche des 6,85 km² großen Gemeindegebiets umfasst einen Abschnitt des französischen Juras. Der zentrale Teil des Gebietes wird vom Becken von Orsans eingenommen, einer rund 2 km breiten Mulde, die sich gegen Osten allmählich verengt. Das Becken ist überwiegend von Acker- und Wiesland bestanden. Es wird im Norden vom bewaldeten Höhenrücken des Grand Bois flankiert, auf dem mit 726 m die höchste Erhebung von Courtetain-et-Salans erreicht wird. Nach Süden erstreckt sich das Gemeindeareal bis an die angrenzende, rund 80 m hohe Geländestufe, welche zum Hochplateau von Villers überleitet.
Die Doppelgemeinde besteht aus den Ortschaften Courtetain (541 m) und Salans (545 m), beide in der Mulde am Südfuß des Grand Bois gelegen. Nachbargemeinden von Courtetain-et-Salans sind Passavant, Vaudrivillers und Lanans im Norden, Landresse im Osten, Vellerot-lès-Vercel im Süden sowie Orsans im Westen.

## Geschichte

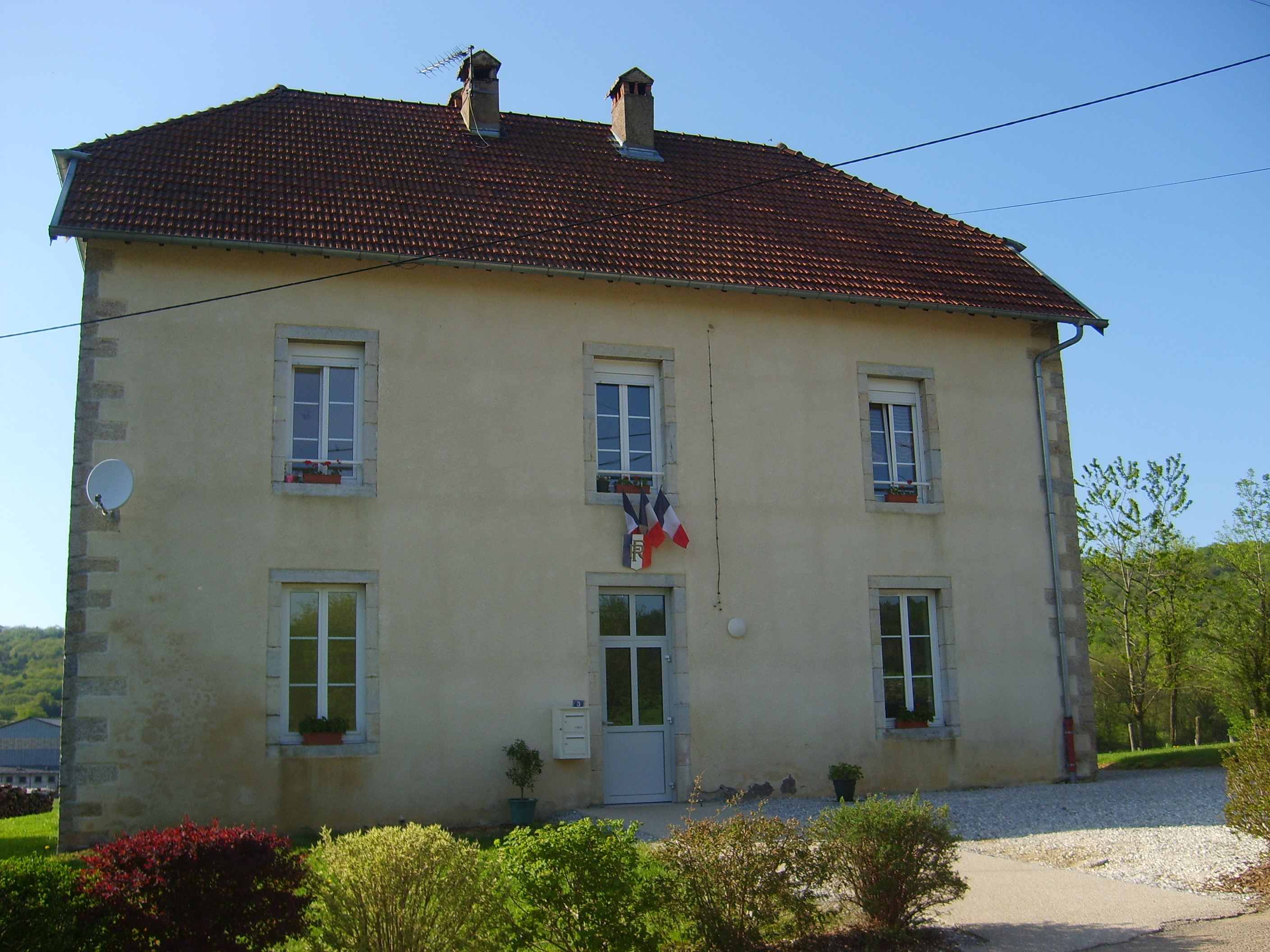
Rathaus

Im Mittelalter gehörten Courtetain und Salans zur Herrschaft Passavant, die seit dem 14. Jahrhundert im Besitz der Herren von Montbéliard war. Zusammen mit der Franche-Comté gelangten die Ortschaften mit dem Frieden von Nimwegen 1678 an Frankreich. Seit der Zeit der Französischen Revolution bildeten Courtetain und Salans eine Doppelgemeinde. Seit 1998 ist Courtetain-et-Salans Mitglied des 44 Ortschaften umfassenden Gemeindeverbandes Communauté de communes du Pays de Pierrefontaine-Vercel.
Am 1. Januar 2009 erfolgte eine Änderung der Arrondissementszugehörigkeit der Gemeinde. Bislang zum Arrondissement Besançon gehörend, kamen alle Gemeinden des Kantons zum Arrondissement Pontarlier.

## Sehenswürdigkeiten
Die Dorfkirche von Courtetain wurde im Jahr 1834 eingeweiht.

## Bevölkerung
| Jahr                       | 1962 | 1968 | 1975 | 1982 | 1990 | 1999 | 2006 | 2016 |
| Einwohner                  | 95   | 95   | 77   | 77   | 76   | 79   | 75   | 84   |
| Quellen: Cassini und INSEE |      |      |      |      |      |      |      |      |

Mit 91 Einwohnern (1. Januar 2022) gehört Courtetain-et-Salans zu den kleinsten Gemeinden des Départements Doubs. Nachdem die Einwohnerzahl in der ersten Hälfte des 20. Jahrhunderts deutlich abgenommen hatte (1881 wurden noch 185 Personen gezählt), wurden seit Beginn der 1970er Jahre nur noch geringe Schwankungen verzeichnet.

## Wirtschaft und Infrastruktur
Courtetain-et-Salans war bis weit ins 20. Jahrhundert hinein ein vorwiegend durch die Landwirtschaft (Ackerbau, Obstbau und Viehzucht) geprägtes Dorf. Noch heute leben die Bewohner zur Hauptsache von der Tätigkeit im ersten Sektor. Außerhalb des primären Sektors gibt es fast keine Arbeitsplätze im Dorf. Einige Erwerbstätige sind auch Wegpendler, die in den umliegenden größeren Ortschaften ihrer Arbeit nachgehen.
Die Ortschaft liegt abseits der größeren Durchgangsstraßen an einer Departementsstraße, die von Orsans nach Landresse führt. Eine weitere Straßenverbindung besteht mit Bremondans.